# 青苔 (電影)
《青苔》，2008年由郭子健執導的香港浪漫黑幫電影，余文樂、冼色麗、樊少皇、史雪怡主演。故事內容是描述生活於香港深水埗地區一群社會邊緣人的故事。郭子健因此片榮獲第28屆香港電影金像獎新晉導演獎。

## 劇情
故事講述香港特別職務隊警員阿丈（余文樂飾）在充滿暴力血腥的深水埗整天與妓女黑幫為伍，喜歡上妓女露露（冼色麗飾）。因為黑幫大家姐斬媽(邵音音飾)兒子阿奇在死對頭四眼堂（廖啓智飾）地頭內失蹤， 阿丈無辜被捲入這起尋人案件。 此外，來自內地的殺手（樊少皇飾）和另一內地少女小花（史雪怡飾）卻在這段尋人事件中建立起一段互相依靠的感情...

## 演員
- 余文樂 - 阿丈
- 冼色麗 - 露露
- 樊少皇 - 殺手
- 史雪怡   -小花
- 廖啟智 - 四眼堂
- 邵音音 - 斬媽
- 曾志偉 - 安哥
- 喬寶寶 - 星哥

## 影片評價
- 香港影評人協會評：在高成本、大製作電影充斥市場的時候，離開美滿奢侈的好萊塢幻想世界，走進《青苔》內迷惘暗淡的現實國度，需要一股很大的勇氣。
- 時光網評：《青苔》講述了香港社會底層一些小人物的心靈糾葛，雖然有很多打鬥鏡頭，但是暴力並不是這部電影的主題，愛才是這部電影想要闡述的主旨，而這正是影片的成功之處 。
- 南都網評：《青苔》的黑色是濃血凝聚而成，在這底色上呈現的，是遊走在社會邊緣掙扎求生的小人物，面對暴力血腥物欲橫流的世界，每個人都有一套生存哲學。本片的最大亮點在于，郭子健把個人的黑色風格與主流動作類型糅合得恰到好處，而他最顯眼的個人風格，則是把童話純真的亮調摻入黑色的底色，讓影片增添一份浪漫溫馨的情調，而不至于過分灰暗。正如在一場場慘烈緊張的廝殺搏鬥之後，最打動人的，是乞丐殺手對女孩阿花的那份溫情 。
- 影評人Ryan評：能拍出個人風格，並帶起主題，可算是電影最成功之處，亦是近月來港片中不大顯眼的清泉 。

## 獎項
| 獎項                 | 類別     | 名字   | 結果 |
| -------------------- | -------- | ------ | ---- |
| 第28屆香港電影金像獎 | 新晉導演 | 郭子健 | 獲獎 |

## 花絮
- 郭子健表示：當初構思的時候認為青苔是很低等的生物，要在潮濕且暗的地方才可以生存，所以把青苔設定為影片主角的名字。“青苔是一個生命力特別強的古惑仔，是那種你別想踩我，否則必定報復的人物。（司徒錦源語）。”但是後來郭子健覺得一個人不足以代表，遂發展出一群生活在深水埗陰暗地帶，卻富有極強生命力的一群邊緣人的故事。
- 余文樂拍片前為了熟悉深水埗區域，曾與居住在深水埗，對區內龍蛇溷雜的環境瞭如指掌 ，有深水埗地膽之稱的導演郭子健"落區"熟習環境。